# Beloit (ciudad del condado de Rock, Wisconsin)
Beloit es una ciudad ubicada en el condado de Rock en el estado estadounidense de Wisconsin. En el Censo de 2010 tenía una población de 36.966 habitantes y una densidad poblacional de 806,46 personas por km².

## Geografía
Beloit se encuentra ubicada en las coordenadas 42°31′25″N 89°1′4″O / 42.52361, -89.01778. Según la Oficina del Censo de los Estados Unidos, Beloit tiene una superficie total de 45.84 km², de la cual 45 km² corresponden a tierra firme y (1.84%) 0.84 km² es agua.

## Demografía
Según el censo de 2010, había 36.966 personas residiendo en Beloit. La densidad de población era de 806,46 hab./km². De los 36.966 habitantes, Beloit estaba compuesto por el 68.94% blancos, el 15.07% eran afroamericanos, el 0.43% eran amerindios, el 1.12% eran asiáticos, el 0.03% eran isleños del Pacífico, el 10.02% eran de otras razas y el 4.39% pertenecían a dos o más razas. Del total de la población el 17.13% eran hispanos o latinos de cualquier raza.